# زورق صواريخ فئة كومار
فئة المشروع السوفيتي 183-آر، المعروفة أكثر باسم فئة كومار، التي تعني البعوضة (موسكيتو) حسب لقب تعريف الناتو الخاص بها، هي فئة من زوارق الصواريخ، تعد الأولى من نوعها، بُنيت خلال الخمسينيات والستينيات. والجدير بالذكر أنها كانت أول من أغرق سفينة أخرى بصواريخ مضادة للسفن في 1967.

## تاريخ البناء
كان أصل زورق كومار هو تصميم زوارق طوربيد المشروع 183 التي بُنيت عقب الحرب العالمية الثانية مباشرة. كانت هذه الزوارق مسلحة بأنابيب طوربيد عيار 533 ملم (21 بوصة) واستخدمتها القوات الساحلية السوفيتية على نطاق واسع خلال الخمسينيات. كان لزورق الطوربيد هيكل خشبي نصف مسطح ومزود بالرادار. بُني أكثر من 622 من زوارق الطوربيد هذه. كما بُنيت فئة من قانصات الغواصات مشتقة من المشروع 183 وكانت مزود بالسونار وقنابل الأعماق، كما بُني من المشروع زرق هدف موجه لاسلكياً.
أصبح صاروخ بي-15 ترميت متاحاً (لقب تعريف الناتو: إس إس-إن-2 «ستيكس») في 1956. أثبت المشروع 183 أنه خيار طبيعي لتركيب الصواريخ الجديدة، مما يمنح الزوارق الصغيرة والسريعة قوة نيرانية كبيرة بالنسبة لحجمها. عُينت الفئة الجديدة للمشروع باسم 183-آر (يُشير حرف آر على ما يبدو لكلمة راكيتني بالروسية والتي تعني صاروخ)، وهو أول زورق صواريخ يدخل في الخدمة في أي مكان في العالم. يمكنه إطلاق الصواريخ في حالة البحر الرابعة.
بُني ما مجموعه 112 زورق كومار بين عامي 1956 و1965 في المصنع رقم 5 في لينينغراد والمصنع رقم 602 في فلاديفوستوك وكان هيكلها الخشبي مصمم في الأساس كزوراق طوربيد حيث أن نصف زوارق المشروع تقريباً بُنيت في الأساس كزوارق طوربيد قبل تحويلها لزوارق صواريخ بإزالة أنابيب الطوربيد وتركيب منصات الصورايخ أما النصف الآخر فهو جديد كلياً. جربت البحرية السوفيتية إطلاق الصواريخ من الزوارق في ظروف واقعية على سفن استخدمت كأهداف ثابتة ومتحركة.
ضم المشروع 183 عدة نسخ من الزوارق منها زورقان من المشروع 183-إي (يُشير حرف إي لكلمة «экспериментальный» بالروسية والتي تعني تجريبي، 1957)، 58 زورق من المشروع 183آر، 52 زورق من المشروع 183-تي آر، زورقان من مشروع 183آر-تي آر. ثم بدأ تطوير زورق المشروع 205-يو كبديل في 1961، وظهرت الاختلافات بينهما باستبدال منصات الصواريخ بحاويات أسطوانية أكثر إحكاماً لصاروخ بي-15يو المميز بأجنحة قابلة للطي.

## التصميم والوصف
اعتمد الزورق على هيكل خشبي يبلغ طوله 25.5 م وعرضه 6.18 م، واعتمد على دفعه على أربعة محركات ديزل إم-50إف بقوة 4,800 حصان (3,600 كـو). وكان التسليح الرئيسي عبارة عن أنبوبتي لإطلاق الصواريخ طراز كيه تي-67، تحمل كل منهما صاروخ بي-15 ترميت مضاد للسفن، تقع الأنبوبتان على جانبي الهيكل العلوي وتحتل النصف الخلفي بأكمله للزورق. لتوجيه العادم النفاث للصاروخ نحو سطح الماء أثناء الإطلاق ومن ثم منع الضرر الذي قد يلحق بسطح الزورق. سُلح الزورق أيضاً بمدفع مزدوج الماسورة عيار 25 ملم طراز 2إم-3 مضاد للطائرات ويمكن استخدامه للدفاع عن قرب.
صُممت صواريخ المشروع 183 للتعامل مع الأهداف بمفردها دون أن تحصل على معلومات من مصادر أخرى غير الزورق الذي أطلقها. لهذا الغرض، نُصب رادار طراز رانغوت على الجزء العلوي من صاري الزورق، والذي يمكنه اكتشاف الأهداف على مسافة تصل إلى حوالي 24 كم. علاوة على ذلك، ثُبت على الصاري أيضاً هوائي جهاز الإرسال/الاستقبال لمنظومة تعتمد على الراديو لتحديد العدو والصديق من طراز نيخروم على الصاري.

## التاريخ القتالي

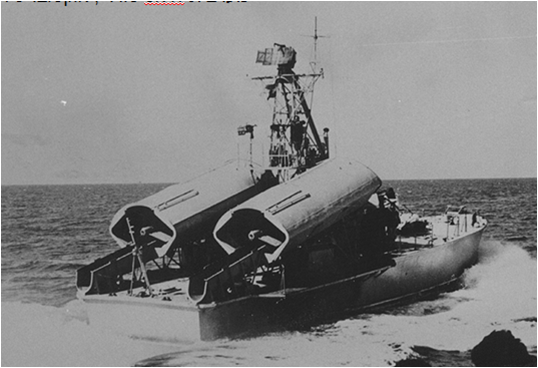
زورق كومار مصري في خليج السويس، 1975

تمكن زورقان كومار تابعان للبحرية المصرية من إغراق مدمرة إسرائيلية بصواريخ ستيكس في 21 أكتوبر 1967 قبالة بورسعيد. كانت هذه أول مرة في تاريخ البحرية تتمكن فيها قطعة بحرية من إغراق أخرى بصواريخ موجهة مضادة للسفن. كذلك تمكن زورق كومار مصري من إغراق قارب صيد إسرائيلي بصاروخ ستيكس في 14 مايو 1970.
دفع النجاح البحري لصاروخ ستيكس البحرية الإسرائيلية إلى تطوير صاروخها البحري طراز جبريل تماشياً مع تطوير منظومة رادارية متقدمة نصبتها على زوارق ساعر 3 و4، كان بإمكان هذه المنظومة تضليل رادارت الصواريخ المعادية وإبعادها عن أهدافها وظهرت نتائجها الناجحة خلال معارك حرب أكتوبر البحرية. حيث تمكنت زوارق ساعر خلال معركة اللاذقية من إغراق زورقي كومار بجانب زورق أوسا-1 وزورق طوربيد فئة كيه-123 وكاسحة ألغام فئة تي-43، بينما لم تتمكن صواريخ ستيكس السورية من تحقيق أي إصابة في الزوارق الإسرائيلية.

## المستخدمون
خدمت الزوارق في البحرية السوفيتية، إلى جانب العديد من القوات البحرية الحليفة، حتى الثمانينيات، عندما استُبدلت بزوارق هجومية أحدث وأكثر قدرة والمشغلون الرئيسيون هم:
- القوات البحرية الجزائرية: 6 زوارق في 1967
- بحرية جيش التحرير الشعبي: 8 زوارق في 1961، بالإضافة إلى حوالي 40 زورق بُني بموجب ترخيص. بنى الصينيون أيضاً فئة مستحدثة من زورق كومار ذات هيكل فولاذي باسم زورق صواريخ النوع 024.
- البحرية الثورية الكوبية: 18 زورق
- القوات البحرية المصرية: 7 زوارق (1962-1967)، تقاعدت في أوائل التسعينيات؛ بنت البحرية المصرية 6 زوارق مستحدثة من فئة كومار مزودة بأسلحة وإلكترونيات غربية في أوائل الثمانينيات من القرن الماضي باسم فئة أكتوبر.
- القوات البحرية الإندونيسية: 12 زورق (1961–65)
- القوة البحرية العراقية: 3 زوارق (1972)
- بحرية ميانمار: تبرع الاتحاد السوفيتي بعدد 6 زوارق لها بين عامي 1969 و1974، وتقاعدت جميعها بين عامي 1998 و2002.
- بحرية الجيش الشعبي الكوري: 10 زوارق
- البحرية السورية: 9 زوارق
- البحرية الفيتنامية الشعبية: 4 زوارق

## وصلات خارجية
- قائمة كاملة لكل زوارق صواريخ فئة كومار (بالإنجليزية)